# Pablo Costanzo
Pablo Costanzo (n. 11 de julio de 1989, Chascomús, Provincia de Buenos Aires) es un piloto argentino de automovilismo de velocidad. Iniciado en el ambiente del kart, desarrolló su carrera deportiva a nivel zonal y nacional, debutando profesionalmente en el año 2008, al estrenarse en la categoría de monoplazas Fórmula Metropolitana, de la que se quedó con el subcampeonato del año 2010. Su paso por los monoplazas serviría como escuela para su debut en categorías de turismos, teniendo su estreno en el año 2010 en la categoría TC Rioplatense, donde competiría al comando de un Dodge GTX. En el año 2011 ascendió a la divisional TC Mouras de la Asociación Corredores de Turismo Carretera, donde compitió hasta el año 2012, temporada en la que al comando de un Chevrolet Chevy ascendería a la divisional TC Pista, donde compite desde la temporada 2013.

## Trayectoria
| Años      | Categoría                        | Automóvil       |
| --------- | -------------------------------- | --------------- |
| 2005-2007 | Piloto de karts                  | Karting         |
| 2008      | Debut en Fórmula Metropolitana   | Crespi-Renault  |
| 2009      | Fórmula Metropolitana            | Crespi-Renault  |
| 2010      | Subcampeón Fórmula Metropolitana | Crespi-Renault  |
| 2010      | Debut en TC Rioplatense          | Dodge GTX       |
| 2011      | Debut en TC Mouras               | Chevrolet Chevy |
| 2012      | TC Mouras                        | Chevrolet Chevy |
| 2013      | Debut en TC Pista                | Chevrolet Chevy |
| 2014      | TC Pista                         | Chevrolet Chevy |
| 2015      | TC Pista                         | Chevrolet Chevy |
| 2016      | TC Pista                         | Chevrolet Chevy |
| 2017      | TC Pista                         | Chevrolet Chevy |
| 2018      | TC Pista                         | Chevrolet Chevy |

- [2][3]

### Trayectoria en TC Mouras
| Año  | Equipo          | Automóvil       | Fechas | Fechas | Fechas | Fechas | Fechas | Fechas | Fechas | Fechas | Fechas | Fechas | Fechas | Fechas | Fechas | Fechas | Posición final     |
| Año  | Equipo          | Automóvil       | 01     | 02     | 03     | 04     | 05     | 06     | 07     | 08     | 09     | 10     | 11     | 12     | 13     | 14     | Posición final     |
| ---- | --------------- | --------------- | ------ | ------ | ------ | ------ | ------ | ------ | ------ | ------ | ------ | ------ | ------ | ------ | ------ | ------ | ------------------ |
| 2011 | Costanzo Racing | Chevrolet Chevy | LP1    | 9J1    | LP2    | LP3    | OL1    | LP4    | 9J2    | LP5    | LP6    | OL2    | LP7    | LP8    | LP9    | L10    | 21º (64.50 puntos) |
| 2011 | Costanzo Racing | Chevrolet Chevy | 27     | 21     | 17     | 6º     | 25     | 23     | -      | 9º     | Ex.    | 18     | -      | 12     | 16     | 16     | 21º (64.50 puntos) |
| 2012 | Costanzo Racing | Chevrolet Chevy | LP1    | LP2    | 9J1    | LP3    | LP4    | OL1    | LP5    | LP6    | 9J2    | LP7    | 9J3    | LP8    | LP9    | L10    | 5º (176.00 puntos) |
| 2012 | Costanzo Racing | Chevrolet Chevy | 11     | 22     | 15     | 17     | 5º     | 1º     | 12     | 2º     | 18     | 1º     | 8º     | 2º     | 13     | 11     | 5º (176.00 puntos) |

## Palmarés
| Título     | Categoría             | Automóvil      | Año  |
| ---------- | --------------------- | -------------- | ---- |
| Subcampeón | Fórmula Metropolitana | Crespi-Renault | 2010 |